# Matheronodon
Matheronodon provincialis
Genre
Espèce
Matheronodon dont le nom signifie « dents de Matheron » est un genre éteint de dinosaures ornithopodes appartenant au clade des Rhabdodontidae. Le genre ne contient qu'une seule espèce, M. provincialis, laquelle n'est connue que par une mâchoire et les dents qui y sont associées. Matheronodon a vécu au Crétacé supérieur, ses restes fossiles ont été découverts en France.
L'espèce a été nommée par Pascal Godefroit et ses collègues en 2017, en l’honneur de Philippe Matheron, qui fut en 1869 le premier à décrire des restes de dinosaures de cette famille en Provence.
Les dents de Matheronodon sont larges mais peu nombreuses. Elles sont également disposées selon un arrangement inhabituel. À l'usage, elles fonctionnait comme une paire de ciseaux, permettant à Matheronodon de se nourrir des feuilles coriaces de plantes comme les Monocotylédone.

## Description
À l'image des autres rhabodontidés, Matheronodon doit avoir été un herbivore bipède. Sa longueur a été estimée à 5m par son principal descripteur, Pascal Godefroit.

### La mâchoire
L'os maxillaire de Matheronodon est court et robuste. La partie avant est particulièrement raccourcie et inclinée vers le haut, ce qui différencie Matheronodon des autres rhabdodontidés. Il mesure 22 cm de long et est haute de 10 cm. Vue de dessus, la partie avant est triangulaire et forme un large rebord rostrodorsal que ne possèdent pas Rhabdodon ou Zalmoxes. Il y a une structure semblable à une barre sur la surface intérieure, la barre dorsale, qui est également présente chez le Rhabdodon. Immédiatement en dessous de cette barre, il y a une rainure horizontale, ou sulcus transversal. Plus loin, le processus dorsal en saillie vers le haut est plus large et plus incliné en arrière que chez le Rhabdodon et il est également plus grand que chez le Zalmoxes. De la base de ce processus, une « aile » s'étend vers l'arrière pour s'articuler avec l'os jugal. À la base du processus dorsal se trouve également une petite projection triangulaire délimitant l'arrière de la fenêtre antéorbitaire, cette projection est plus courte que chez le Rhabdodon.

### Les dents
Comme Rhabdodon, Zalmoxes et Mochlodon, les couronnes dentaires maxillaires de  Matheronodon  ont la forme de fendoirs. Elles sont exceptionnellement grandes, atteignant 5 cm de long. Il y a au moins 25 crêtes sur la surface interne de chaque dent. Les crêtes sont toutes à peu près de la même taille, et il n'y a pas de crête « primaire », identifiant Matheronodon comme un rhabdodontidé. Les dents n'ont qu'une seule facette d'usure, orientée à 60 ° au-dessous de l'horizontale, comme Zalmoxes et Mochlodon. Au contraire des hadrosauridés, de l'émail couvre toutes les faces des dents, la couche d'émail est plus épaisse sur la surface interne et en particulier sur les crêtes, par rapport à Edmontosaurus. Et toujours au contrairement aux hadrosauridés, la structure tubulaire de la dentine sous l'émail ne semble pas varier d'orientation. Les rayures sur la surface de la dentine sont verticales comme Zalmoxes et Mochlodon.
Bien que le maxillaire soit grand, il ne porte que huit alvéoles dentaires. Zalmoxes en a jusqu'à 10 et Rhabdodon en a 11. Les parois séparant les alvéoles adjacentes semblent s'être résorbées de telle sorte que les alvéoles ont fusionné en quatre paires, ce trait n'apparaît pas chez Rhabdodon ou Zalmoxes. Chaque paire ne présentait qu'une seule dent fonctionnelle. Il semble que le remplacement des dents s'effectuait de l'arrière vers l'avant de la mâchoire, avec des dents émergeant alternativement des alvéoles dentaires avant et arrière de chaque paire d'alvéoles.
Au contraire des dents du maxillaire, les dents de la mâchoire inférieure sont en forme de feuille et portent une crête principale positionnée en arrière par rapport au centre de la couronne. Elles sont cependant aussi grandes que les dents supérieures. Les crêtes secondaires flanquant la crête primaire sont également plus nombreuses que chez Rhabdodon ou Mochlodon, avec au moins 12 crêtes de chaque côté de la crête principale. Elles s'étendent jusqu'au bord inférieur de la couronne, au lieu de s'arrêter comme chez Mochlodon.

## Découverte et nom
Tous les restes de Matheronodon découverts jusqu'à présent, ont été exhumés dans la localité de Velaux-La Bastide Neuve, au sein du bassin d'Aix-en-Provence, Bouches-du-Rhône, France. Les grès de cette localité, découverts par Xavier Valentin en 1992,font partie de l'étage stratigraphique régional du Bégudien, qui a été mis en corrélation avec la partie supérieure du  Campanien, il y a 74 à 72 millions d'années. Après leur découverte, les fossiles ont été remisés dans les collections de paléontologie et d'archéologie de la municipalité de Velaux, et étiquetés comme appartenant au musée du Moulin Seigneurial de Velaux-La Bastide Neuve (MMS / VBN). Le spécimen  type est MMS / VBN-02-102, un maxillaire droit, associés aux dents maxillaires (-93-34, -09-149a, -09-150, et -12-22) et aux dents (-02-11, -09-43c, et -12-A002).
En 2017, le matériel fossile a été décrit par Godefroit en collaboration avec Géraldine Garcia, Bernard Gomez, Koen Stein, Aude Cincotta, Ulysse Lefèvre et Xavier Valentin dans un article publié par la revue  Nature Communications . Ils ont assigné à ce matériel le genre  Matheronodon , dont le nom rend hommage à Philippe Matheron, le géologue et paléontologue qui a décrit les premiers fossiles de dinosaures trouvés en Provence, complété par le suffixe  -odon , du grec ancien odontos, « dent ». Ils ont nommé la seule espèce du genre  Matheronodon ,  M. provincialis  ;  provincialis  étant le nom Latin de la Provence.

## Paléoécologie
Au Crétacé supérieur, sur le site de Velaux, Matheronodon vivait avec d'autres dinosaures comme le sauropode Atsinganosaurus, mais aussi des dinosaures carnivores, de grands ptérosaures (Mistralazhdarcho), des tortues et des crocodiles. Des requins primitifs (hybodontes) et des poissons-alligators (lépisostées) peuplaient également les eaux de cette plaine alluviale,.